# Bernard Lewis
Bernard Lewis (Stoke Newington, Hackney kerület, London, 1916. május 31. – Voorhees Township, New Jersey, 2018. május 19.) brit-amerikai történész, az orientalisták, Közel-Kelet vagy iszlám/arab szakértők doyenje, legtekintélyesebbike. Volt PhD-tanítványa, az azóta ugyancsak neves iszlámszakértővé vált Martin Kramer szerint ő volt a „legbefolyásosabb a háború utáni időszak iszlámmal és Közel-Kelettel foglalkozó történészei közül”. Bármi történjék is az iszlám világban, a Közel-Kelet térségben, a szakértők, a politikusok, a média egyaránt kíváncsiak Lewis véleményére, amit hatalmas tekintélye miatt nagyon sokan autentikusként el is fogadnak.[forrás?]

## Életpályája
Tanulmányait a Londoni Egyetem Orientalisztika és Afrika Tanulmányok Karán folytatta, itt szerzett BA- és PhD-fokozatot is mint történész, emellett jogot is tanult. 1938-tól egészen 1974-ig a Londoni Egyetemen tanított, majd az Amerikai Egyesült Államokba áttelepült, és a Princeton Egyetem Közel-keleti Tanulmányok Tanszékének professzora lett. Innen vonult nyugdíjba 1986-ban. 1940–1945 között a brit titkosszolgálat tisztjeként közel-keleti ügyek tartoztak hozzá. Tudományos pályafutását a középkori arab világ, mindenekelőtt Szíria történetének kutatásával kezdte, érdeklődésének fókuszában ekkor a klasszikus iszlám civilizáció állt. Ennek az időszaknak talán a legjelentősebb publikációja az 1950-ben megjelent és azóta számos kiadást megért The Arabs in History (Arabok a történelemben). Praktikus okok is közrejátszottak, hogy később kutatását az Oszmán Birodalomra is kiterjesztette.
Izrael 1948-as megalakulását és az első arab-izraeli háborút követően az arab országok korlátozták a zsidó származásúak beutazását. Ezért Lewis a negyvenes évtized végén a Közel-keleten mindössze három országban kutathatott: Törökország, Irán és Izrael. Épp ekkor tette a nyugati kutatók számára is elérhetővé az Oszmán Birodalmi Levéltárat a török kormány. Lewis volt az első olyan jelentős nyugati kutató, aki az isztambuli levéltárban végzett kutatásai alapján írt munkáival egyesek szerint forradalmasította a közel-keleti történetet. Egyes vélemények szerint Bernard Lewis „nem csupán történész, hanem maga is történelmi személyiség”.

## A "totalizáló" iszlámfelfogás képviselője
A politikához való szoros kötődése és egyoldalú elkötelezettsége következtében azonban tevékenységét komoly kritikák érték, tudományos objektivitását sokan megkérdőjelezték. A hatvanas évektől ugyanis érdeklődése egyre inkább a Közel-Kelet napi eseményei, aktualitásai felé fordult. Joel Beinin, a közel-keleti történelem professzora szerint Lewis neve ekkorra már "a Közel-Kelet-tanulmányok ultrapolitizálódásának a szimbólumává" vált. Edward Said véleménye szerint "Lewis munkásságának sokkal több köze van a politikához, mint a merőben a szellem síkján mozgó tudományos közélethez." Szakmai reputációja a hetvenes évekre már olyannyira magas volt, hogy különösen a laikus közvélemény alapvetően politikai indíttatású megállapításait is tudományos értékűnek tekintette, ezért autentikusként kritikátlanul elfogadta. Tevékenysége viszont egyre inkább megosztotta a szakmai közvéleményt. Noam Chomsky kijelentette róla: "mindannyian tudjuk, hogy ő csupán egy vulgár propagandista, nem tudós."
Munkásságának különösen három aspektusa – amelyek közül az egyik tudományos-szakmai, a másik kettő inkább politikai – váltott ki éles kritikákat a szakértők nagy részéből: az egyik a totalizáló ("orientalista") és gyakran nem kellőképp differenciált és árnyalt iszlámfelfogása, a másik Izrael melletti elkötelezettsége, a harmadik pedig szoros kötődése az amerikai politikai neokonzervatív irányzathoz és ehhez kapcsolódóan a 2003. márciusi Irak elleni amerikai támadás teoretikai megalapozása.
Bernard Lewis a totalizáló iszlámfelfogás képviselője. Azé a felfogásé, amely az iszlámot egy olyan zárt, koherens rendszernek tekinti, amely alapjaiban meghatározza – legalábbis magyarázza – az iszlám világban történteket. Kétségkívül az elmúlt másfél évtizedet ez a totalizló, esszencialista-kulturalista iszlámfelfogás látszik eluralni, nem is véletlenül. Ezt képviselik ugyanis azok az iszlamisták, akiknek sikerült tematizálniuk az iszlám diskurzust, uralniuk a média által világszerte bemutatott, leegyszerűsítően általánosító iszlámképét. Ezt látszanak alátámasztani az iszlám nevében elkövetett merényletek, mintegy igazolva a "civilizációk összecsapása" huntingtoni paradigmáját. És ez az iszlámfelfogás jellemző az iszlámszakértők egy komoly hányadára, politikusokra, újságírókra és a közvélemény egy jelentős részére is.

## Edward Saiddal folytatott vitája
Bernard Lewis orientalista iszlám- és keletképét több mint három évtizede érte az első heves, jogosnak csak részben nevezhető támadás. A palesztin származású professzor, Edward Said 1978-ban megjelent Orientalizmus című könyve kapcsán éles, a személyeskedésig fajuló vita bontakozott ki. Said az orientalizmus diszciplínáját az imperialista politikával, a Nyugat hatalmi érdekeivel kapcsolta össze, Lewist tartva az orientalista kaszt szóvivőjének. Lewis pontról pontra megcáfolta az általa "első számú antiorientalistának" nevezett Said állításait. A vita – amelyben egyik fél sem volt mentes a felszínességtől és a kiragadott példák alapján történt általánosításoktól – Lewis és Said között az utóbbi 2003-ban bekövetkezett haláláig sem csitult. Lewis egy, az orientalizmus első kiadása után másfél évtizeddel megjelent könyve egy részét Said bírálatának szentelte, Said pedig könyve két év múlva megjelent kiadásához írt utószavában sok oldalon át bírálta Lewist. A vita a szakértőket is rendkívüli módon megosztotta, egyesek kimondottan "pro-Said" és "pro-Lewis" táborokról beszélnek.

## A civilizációk összecsapása
Lewis munkásságában a kilencvenes évek eleje óta nagy hangsúlyt kapott az iszlám világ és a Nyugat kapcsolatrendszerének vizsgálta. Mindezt egy meglehetősen ellentétesen megítélt, kétségkívül nagy hatású tanulmánya vezette be, amelyben a muszlimok Nyugattal való "14 évszázados állandó konfrontációját", a muszlimok "dühének gyökereit" vizsgálja. Ez a konfrontáció pedig nem más, mint a "civilizációk összecsapása" (clash of civilizations) – Lewis használja először a kifejezést, amely nem sokkal ezt követően Samuel P. Huntington nagy vihart kavart híres munkája révén vált világszerte ismertté. Lewis esszéjéből egy monolitikus, a Nyugatot fenyegető iszlám képe bontakozik ki, miközben alig esik szó az iszlám differenciáltságáról, eltérő irányzatairól. Minderre csak ráerősített Samuel P. Huntington, amikor "az iszlám véres határairól" beszélt, arról, hogy a XXI. században megkezdődött a "muszlim háborúk kora". Lewis sokszor az iszlám civilizáció szemszögéből láttatja az iszlám világ és a Nyugta egyoldalú, aszimmetrikus viszonyát, a nyugati dominanciát.

### Bernard Lewis iszlámfelfogásának kritikája
Lewis a valós helyzetből, a realitásokból kiindulva olyan általánosító megfogalmazásokkal él, amelyek figyelmen kívül hagyják az iszlám/arab világ heterogenitását, azt, hogy sem egységes iszlám világ, sem egységes arab világ, sem egységes iszlámfelfogás nem létezik. Az iszlám/arab világ mélységesen megosztott olyan alapvető kérdésekben, mint például az iszlám és az iszlám örökség értelmezése vagy a tradíciókhoz és a modernizmushoz/modernizációhoz való viszony. A térség országainak politikai lépéseit pedig nem az iszlám határozza meg, hiszen kevés kivétellel szekularizált, autokratikus politikai rendszerek voltak idáig hatalmon, amelyeknek legerősebb belső ellenzékét éppen az iszlamista mozgalmak jelentik. Lewis általánosító megállapításai nem csupán indokolatlanul felerősíthetik az "iszlám fenyegetésétől" való félelmet a nyugati közvéleményben, hanem alátámasztják a nyugati – amerikai – beavatkozás akár "pozitív" értelemben vett – demokrácia-export – szükségességét.
A 2009-ben megjelent, Islam: The religion and the people (Iszlám: nép és vallás. HVG Könyvek, 2009.) című könyvben hangsúlyosan szól az általa "iszlamofasizmusnak" nevezett jelenségről, mint a nácizmus és bolsevizmus utáni harmadik "totalitárius torzszülöttről", amelyet a Nyugattal szembeni komoly fenyegetésként értelmez. Könyvét ezzel az ellenségképpel zárja, ami semmiképpen sem szerencsés, még ha hangsúlyozza is, hogy az ellenség nem az iszlám, hanem az "iszlamofasizmus", s a muszlimok többsége nem ellenségünk, hanem velünk együtt áldozat. Egyes tudósok szerint, mint például Paul Krugman amerikai közgazdász, illetve Norman Finkelstein szerint Lewisnak igaza van abban, hogy az iszlám világ országainak többsége leszakadóban van és a lakosság nagy része valóban "áldozat". Csakhogy nem a pontosan nehezen definiálható és teljes mértékben félreértelmezhető, ezért félrevezető "iszlamofasizmusé". Számos tudós erősen kritizálta a kifejezést, és állításuk szerint ilyen jelenség nem is létezik. Léteznek viszont autokratikus politikai rendszerek, demokrácia-deficit, alacsony életszínvonal, rossz gazdasági és szociális mutatók. Az iszlamistának nevezhető szervezetek jelentős része – de nem egésze – mérsékelté vált, megindult a politikai párttá alakulás, a politikai rendszerbe történő betagozódás.

## Személye körüli problémák
Bernard Lewis megítélését nagyban befolyásolja kötődése az amerikai Izrael-lobbi csoporthoz. Számos olyan rendezvényhez adta nevét, amelyeket olyan jelentős amerikai Izrael-párti szervezetek jegyeztek, mint a Jewish Institute for National Security Affairs (JINSA) vagy a Washington Institute for Near East Policy (WINEP). Joel Beinin szerint Lewis vált az észak-amerikai, a Közel-kelettel foglalkozó akadémiai közösségben a „cionisták legartikuláltabb és legtanultabb szószólójává” Ez a megállapítás azonban Lewis munkássága egészének ismeretében túlzásnak tűnik.
Lewis a nyolcvanas évektől lépett elő az amerikai kormányzat első számú Közel-Kelet szakértőjévé. Különösen a Pentagon tisztségviselői – köztük szép számmal a neokonzervatív irányvonal képviselői – kérték ki gyakran a véleményét, fordultak hozzá tanácsokért. Ez a kapcsolat Lewis és a neokonzervatívok között a kilencvenes évekre tovább erősödött és a kétezres években is megmaradt. A Bush-kormányzat hivatalba lépését, majd 2001. szeptember 11-ét követően – akit különösen jó kapcsolatok fűzték Dick Cheney alelnökhöz – tevékeny részt vállalt az iraki háború előkészítésében.

## Publikációi idegen nyelven
- The Origins of Ismailism: A Study of the Historical Background of the Fatimid Caliphate, 1940
- The Arabs in History, 1950, revised 1958; 6th edition, 1993
- The Emergence of Modern Turkey, 1961; revised 1968
- Istanbul and the Civilization of the Ottoman Empire, 1963
- The Middle East and the West, 1964; revised as The Shaping of the Middle East, 1994
- The Assassins: A Radical Sect in Islam, 1967
- Editor, with Peter Malcolm Holt and Ann K.S. Lambton, The Cambridge History of Islam, 2 vols., 1970; revised in 4 vols., 1978
- Race and Color in Islam, 1971; revised and expanded as Race and Slavery in the Middle East: An Historical Enquiry, 1990
- Islam in History: Ideas, Men and Events in the Middle East, 1973; revised, 1993
- Editor, Islam: From the Prophet Muhammad to the Capture of Constantinople, 2 vols., 1974
- Editor, with Benjamin Braude, Christians and Jews in the Ottoman Empire: The Functioning of a Plural Society, 2 vols., 1982
- The Muslim Discovery of Europe, 1982
- The Jews of Islam, 1984
- Semites and Anti-Semites: An Inquiry into Conflict and Prejudice, 1986
- The Political Language of Islam, 1988
- Islam and the West, 1993
- The Middle East: A Brief History of the Last 2,000 Years, 1995; in UK as The Middle East: 2,000 Years of History from the Rise of Christianity to the Present Day, 1995

## Magyarul megjelent művei
- Isztambul és az oszmán civilizáció (Istambul and the Civilization of the Ottoman Empire); ford. Dobrás Zsófia, jegyz. Dávid Géza; Gondolat, Bp., 1981
- Európa muzulmán szemmel; in: 2000, 1995. május 5.
- Az iszlám válsága; ford. Tomori Gábor; Európa, Bp., 2004 (Mérleg)
- Arabok a történelemben I–II. (Rewriting oneself. The American Interest 2006. tavaszi szám); kiv. ford. Koi Gyula Jogi Tudósító XXXVII. évf. (2006) 8. sz. 22-24. 9. sz. 8-10. /A The Arabs in history újraírásának története/
- Bernard Lewis–Buntzie Ellis Churchillː Iszlám. Nép és vallás; ford. Nagy Mónika Zsuzsanna; HVG Könyvek, Bp., 2009